# 巴托拉：失落天堂
《巴托拉：失落天堂》是由Stormind Games开发，并由Team17发行的一款2022年的电子游戏。它于2022年10月20日发布，适用于Microsoft Windows、PlayStation 4、PlayStation 5、Xbox One、Xbox Series S和Xbox Series X, 2023 年 4 月 6 日在 Nintendo Switch。游戏获得了褒贬不一的评价，其战斗和故事情节受到一些评论家的称赞，而另一些人则认为其存在缺陷。

## 情节
《巴托拉：失落天堂》的背景设置在一个末日后的世界，地球在一次神秘事件后被摧毁。主角是一位名叫Avril的16岁女孩，她正在为自己的姐姐Rose因这事件死去而痛苦。Avril和她的朋友Mila发现了两个护身符，分别代表太阳和月亮的两个未知实体相连的护身符。在此之后，他们被传送到代表地元素的星球Gryja。
《巴托拉：失落天堂》将玩家带到四个不同的星球，每个星球都守卫着一种基本元素，以帮助Avril发展和获得必要的身体和精神力量。故事采用分支叙述，根据玩家的决定，共有四种不同的结局。

## 游戏玩法
《巴托拉：失落天堂》允许玩家在战斗中切换主角的两种不同形态。在紫色模式下，Avril可以使用心灵力量进行远距离攻击；在橙色模式下，她可以使用剑进行近战攻击。所有敌人除了能够被两种形态打击的混合体外，都有与应该使用的形态相匹配的对应颜色。
玩家可以通过在主线任务中收集符文或在某些商店购买符文来定制Avril的建造。每个符文都允许玩家增加两种形态的属性。为了能够使用它们，需要根据所做的选择推进故事，解锁特殊点数。游戏具有分支故事情节，玩家可以根据整个故事中所做的选择解锁征服者或捍卫者点数。这些选择将导致四个不同的结局。之后，玩家可以使用在第一次游戏中获得的技能和符文进入更困难的二周目。
12月21日，本作在Steam上发布了一款补丁，后来也在主机平台上发布，其中引入了三种不同难度的级别，玩家可以在整个冒险过程中根据需要选择难度。

## 评价
根据汇总网站Metacritic的评论，Xbox Series X/S版本的《巴托拉：失落天堂》获得了“普遍好评”的评价，而PC和PlayStation 5版本则获得了“褒贬不一”的评价。
RPGFan的奥德拉·鲍琳给游戏打了82/100分，称游戏的故事“发人深省”，“决策制定得非常好，画面华丽，音乐绝妙，谜题元素有趣，战斗也很好玩（当命中要害时）”。The Games Machine称其为“一款出色的等距动作角色扮演游戏，拥有惊人的头目战和多个结局以增加其寿命”。尽管如此，RPG Site称叙事“平庸”，并强调游戏玩法的“薄弱结构”，同时指出游戏具有“适当的战斗和可观的艺术表现”。
由前蝙蝠俠：阿卡漢系列和戰神系列配乐作者Ron Fish创作的游戏原声带也受到了好评，包括RPGFan在内。该网站指出，游戏中“令人惊叹和强大的配乐贯穿整个游戏”。
Hardcore Gamer网站的Jason Bohn给游戏打了3/5的分数，称游戏具有令人兴奋的潜力，并且对工作室来说是一个“明智的举动”，但它还未达到游戏必玩的水平。他认为故事起初感觉简单和愚蠢，但由于它的非线性性和选择要素，后来展现出更多的细微差别。他还称赞战斗和RPG系统的趣味性，但并不特别复杂，需要微调。

### 奖项
| 年份   | 奖项                        | 类别                        | 结果 | 参考   |
| ------ | --------------------------- | --------------------------- | ---- | ------ |
| 2019   | 星辰                        | 最佳新工作室                | 獲獎 | [ 16 ] |
| 2020   | 意大利电子游戏奖            | 杰出的意大利公司            | 獲獎 | [ 17 ] |
| 2021年 | 虚幻引擎开发者的 WN开发竞赛 | Epic Games 颁发的最佳游戏奖 | 獲獎 | [ 18 ] |
| 2021年 | DevGAMM                     | 大奖                        | 獲獎 | [ 19 ] |

## 外部连接
- 官方网站